# Kljutjevskaja Sopka

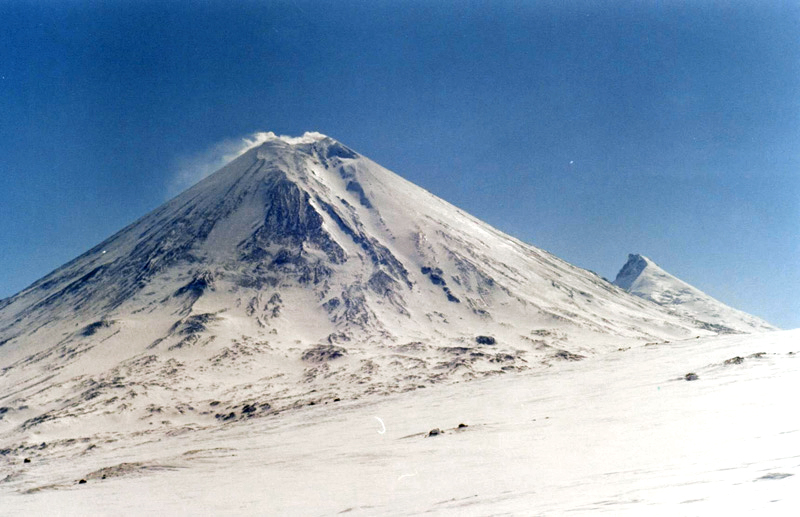
Kljutjevskaja Sopka

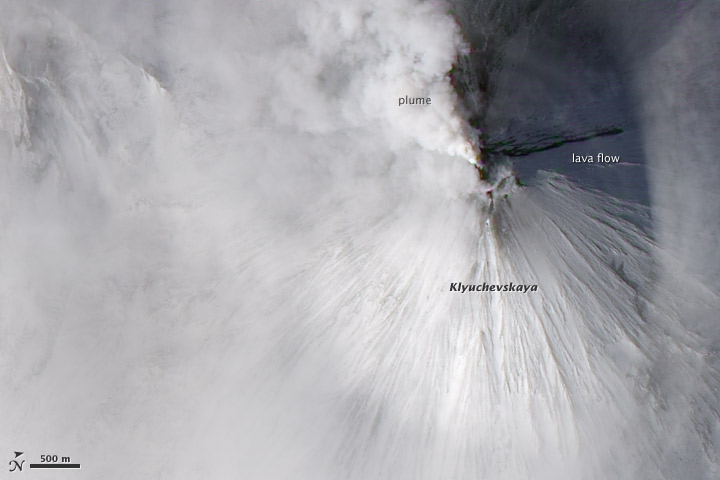
Askmoln och lavaström den 20 mars 2010.

Kljutjevskaja Sopka (ryska: Ключевская сопка, Den källrika vulkanen) är en vulkan på Kamtjatkahalvön i nordöstra Ryssland med en höjd på 4 750 meter över havet. Den är Eurasiens största aktiva vulkan, och tornar upp sig med en brant, symmetrisk kägla ungefär 10 mil från Berings hav.

## Vulkanutbrott
Vulkanens första nedtecknade utbrott ägde rum 1697, och den har nästan oavbrutet varit aktiv sedan dess, med över 80 utbrott. I juni 2007 nådde ett askmoln från ett utbrott en höjd av nästan 10 000 meter och drev sedan iväg och störde flygtrafiken från USA till Asien. Vulkanen har haft stor aktivitet under 2010 med explosiva askutbrott och lavautbrott.
Den 1 november 2023 skedde ett nytt utbrott med gigantiskt rökmoln 13 km upp i luften. Ryska skolor stängdes.

## Bergsklättring
Kljutjevskaja Sopka bestegs första gången 1788 under Billings-expeditionen. Inga andra bestigningar har nedtecknats tills 1931, då flera klättrare dödades av flygande lava vid nedstigningen. Eftersom samma faror finns idag görs få försök att bestiga vulkanen, men så sent som i september 2022 omkom nio turister, i ett sällskap på tolv, vid en klättring på berget.

## Världsnaturarv
Kljutjevskaja Sopka är en del av Unescos världsnaturarv Kamtjatkas vulkaner.